# Kathedrale von Beja

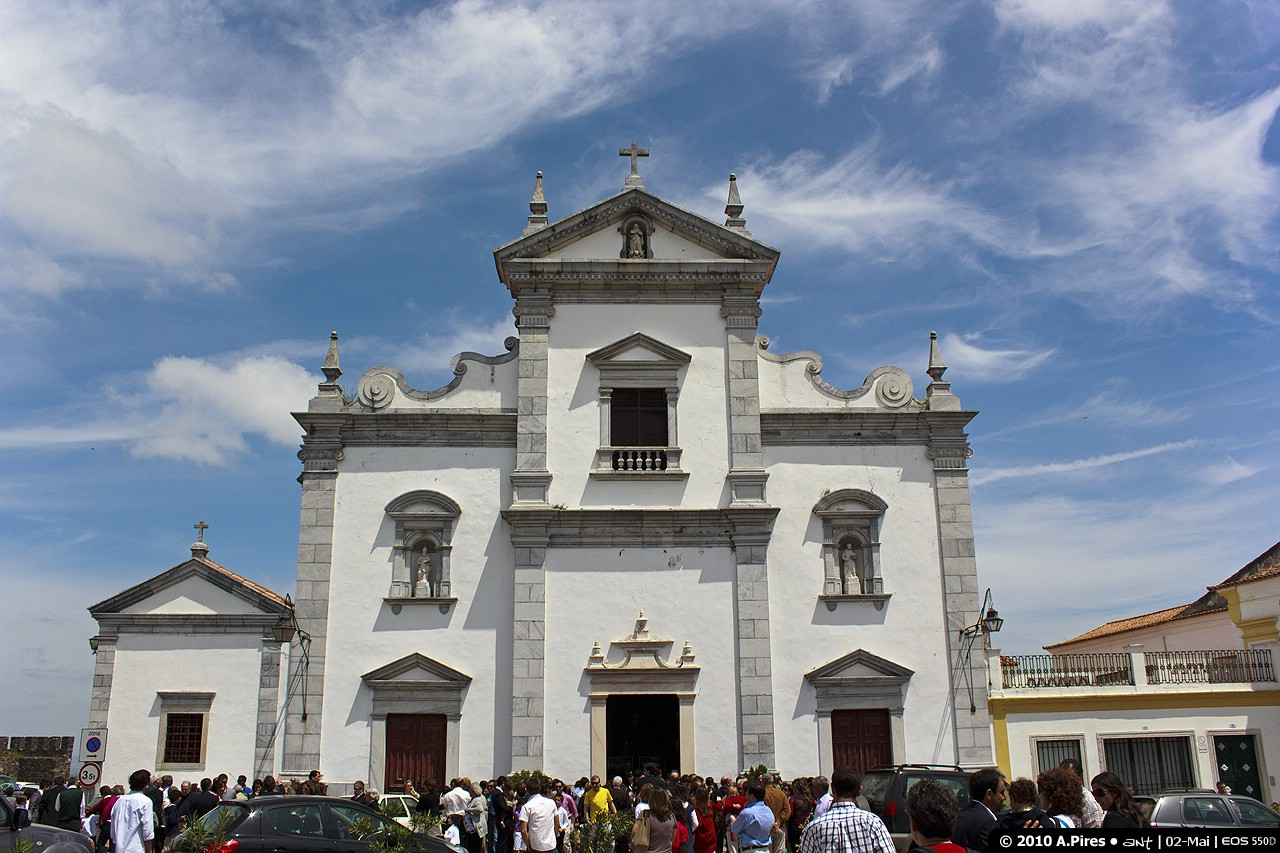
Kathedrale von Beja

Die dem Apostel Jakobus d. Ä. geweihte Kathedrale von Beja (portugiesisch Sé Catedral de São Tiago Maior) in der südportugiesischen Stadt Beja im Alentejo ist der Sitz des Bistums Beja. Sie gehört zum architektonischen Kulturerbe Portugals (Patrimonio Cultural).

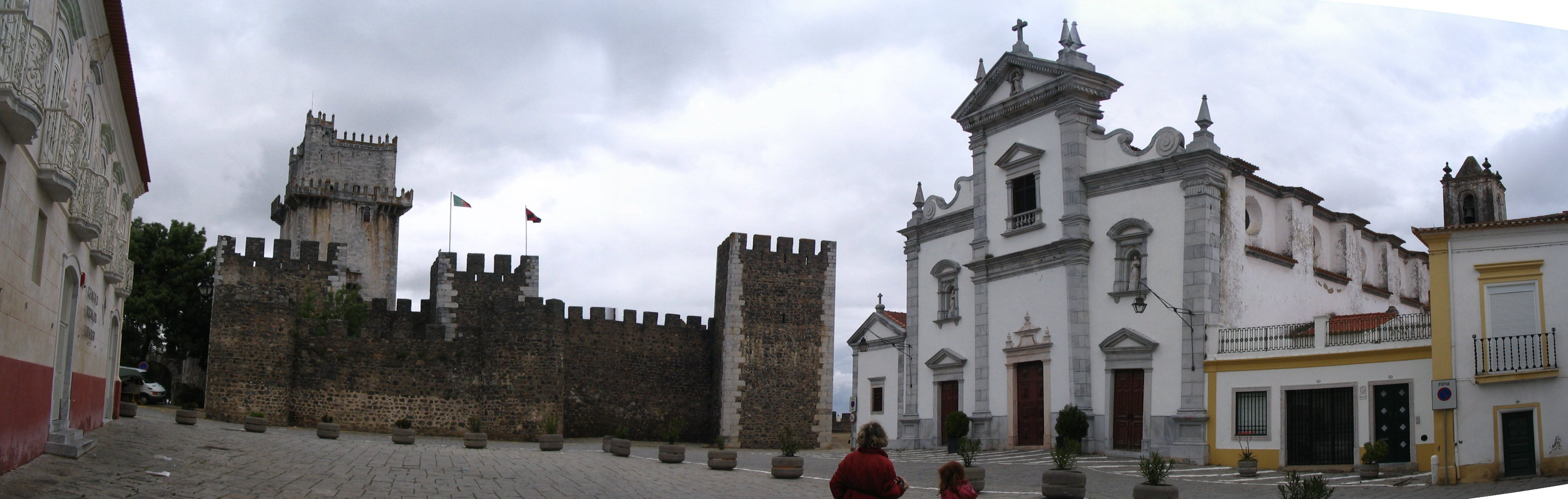
Burg und Kathedrale von Beja

## Lage
Die Kathedrale liegt im Zentrum der Stadt nur wenige Meter von der Burg (Castelo de Beja) entfernt in einer Höhe von ca. 280 m.

## Geschichte
Der Kirchenbau wurde in den Jahren um 1590 auf Betreiben des damaligen Erzbischofs von Évora, Teotónio de Bragança, ausgeführt. Das Bistum Beja wurde jedoch erst im Jahr 1770 durch Papst Clemens IV. (neu?) errichtet. Durch ein Dekret des Heiligen Stuhls vom 14. November 1925 wurde die Kirche in den Rang einer Kathedrale erhoben. Danach wurde der Bau restauriert und vergrößert; seine eigentliche Weihe zur Kathedrale erfolgte am 31. Mai 1946.

## Architektur
Die Fassade der Kirche ist dreigeteilt: Im Erdgeschoss befinden sich drei Portale; über den seitlichen Portalen sind Wandnischen mit Figuren angebracht. Über dem Mittelportal befindet sich ein Fenster mit Balustrade; der Mittelgiebel und die seitlichen Voluten überragen die Dachflächen. Das Innere der dreischiffigen Hallenkirche beeindruckt durch seine Klarheit und Ausgewogenheit; das Kreuzrippengewölbe ruht auf schlanken Säulen ohne vermittelnde Kapitelle. Über den unbelichteten Seitenkapellen mit geringer Tiefe befinden sich Rundfenster.

## Ausstattung
Die Chorkapelle ist zweijochig; die Wände sind mit Azulejos geschmückt. Der Ende des 17. Jahrhunderts von einer Lissaboner Werkstatt gefertigte barocke Hauptaltar besticht durch die Feinheit seiner Ausführung und den Glanz seiner Teile, unter denen gedrehte „salomonische“ Säulen besonders ins Auge fallen.

## Nachweise
1. ↑  Ministério da Cultura, Direção-Geral do Património Cultural: Igreja Paroquial de São Tiago / Catedral de Beja / Sé de Beja (portugiesisch)

Koordinaten: 38° 1′ 1″ N, 7° 51′ 52″ W